# Атракціон
Атракціон (фр. attraction, дос. «приваблення») — розважальний об'єкт, в перекладі з французької означає «такий, що приваблює». Спочатку атракціонами називали найбільш видовищні циркові номери. Проте потім, з появою розвиненої індустрії розваг, атракціонами стали називати різні об'єкти в парках розваг.
Найзвичніші, такі, що давно існують, і проте, що не втратили популярності, атракціони — гойдалки і каруселі. Вони породили як традиційні, так і нові їх модифікації.
Прикладами сучасних атракціонів можуть служити «Дитяча залізниця», «Оглядове колесо», «Американські гірки» і ін.